# 런치패드 (macOS)
런치패드(Launchpad)는 맥 OS X 라이언에 선보인 macOS용 애플리케이션 런처이다. 런치패드는 iOS에서 SpringBoard 인터페이스를 닮도록 설계되었다. 사용자는 아이콘을 한 번 클릭하여 애플리케이션을 시작한다. 런치패드는 독(툴바 런처), 파인더(파일 관리자), 스포트라이트(데스크톱 검색), 터미널(명령 줄 인터페이스) 외에도 macOS에서 애플리케이션을 시작하는 대안의 방법을 제공한다.